# Nicholas Kiplangat Kebenei
Nicholas Kiplangat Kebenei (* 7. Juli 1995) ist ein kenianischer Leichtathlet, der sich auf den Mittelstreckenlauf spezialisiert hat. 2022 wurde er in Port Louis Vizeafrikameister im 800-Meter-Lauf.

## Sportliche Laufbahn
Nicholas Kiplangat Kebenei war von 2017 bis 2020 wegen eines Dopingverstoßes gesperrt und sammelte 2022 erste Erfahrungen bei internationalen Meisterschaften, als er bei den Afrikameisterschaften in Port Louis auf Anhieb in 1:46,43 min die Silbermedaille im 800-Meter-Lauf hinter dem Algerier Slimane Moula gewann. 2024 verpasste er bei den Afrikameisterschaften in Douala mit 1:48,07 min den Finaleinzug.

## Persönliche Bestzeiten
- 400 Meter: 48,23 s, 27. Februar 2021 in Nairobi
- 800 Meter: 1:44,84 min, 25. Juni 2022 in Nairobi
  - 800 Meter (Halle): 1:48,52 min, 29. Januar 2023 in Stockholm